# Tambowie
Tambowie war eine Whiskybrennerei nahe Milngavie, East Dunbartonshire, Schottland. Der erzeugte Brand war somit der Whiskyregion Lowlands zuzuordnen.
Die Brennerei wurde 1825 von Alexander Graham gegründet, der sie auch bis 1860 alleine führte. In den folgenden Dekaden kam es zu mehreren Inhaberwechseln, bis der Betrieb schließlich 1910 in den Besitz der Tambowie Distillery Co. überging. Wahrscheinlich 1914 fiel die Brennerei den Flammen zum Opfer und wurde nicht wieder aufgebaut. Die Überreste der Gebäude wurden in den 1920er Jahren abgerissen und das Material in Milngavie zum Straßenbau verwendet. Von der ehemaligen Brennerei sind keine offensichtlichen Spuren zurückgeblieben.
Als Alfred Barnard im Rahmen seiner bedeutenden Whiskyreise im Jahre 1885 die Brennerei besuchte, verfügte sie über eine jährliche Produktionskapazität von 48.000 Gallonen. Es standen zwei Brennblasen zur Verfügung; eine Grobbrandblase mit einer Kapazität von 1730 Gallonen sowie eine Feinbrandblase mit einer Kapazität von 1230 Gallonen. Es wurde Malt Whisky produziert.